# Wauneta (Nebraska)
Wauneta es una villa ubicada en el condado de Chase en el estado estadounidense de Nebraska. En el Censo de 2010 tenía una población de 577 habitantes y una densidad poblacional de 229,91 personas por km².

## Geografía
Wauneta se encuentra ubicada en las coordenadas 40°25′00″N 101°22′36″O / 40.41667, -101.37667. Según la Oficina del Censo de los Estados Unidos, Wauneta tiene una superficie total de 2.51 km², de la cual 2.51 km² corresponden a tierra firme y (0%) 0 km² es agua.

## Demografía
Según el censo de 2010, había 577 personas residiendo en Wauneta. La densidad de población era de 229,91 hab./km². De los 577 habitantes, Wauneta estaba compuesto por el 95.67% blancos, el 0.17% eran afroamericanos, el 0% eran amerindios, el 0.17% eran asiáticos, el 0% eran isleños del Pacífico, el 3.47% eran de otras razas y el 0.52% pertenecían a dos o más razas. Del total de la población el 6.59% eran hispanos o latinos de cualquier raza.